# Erbswurst

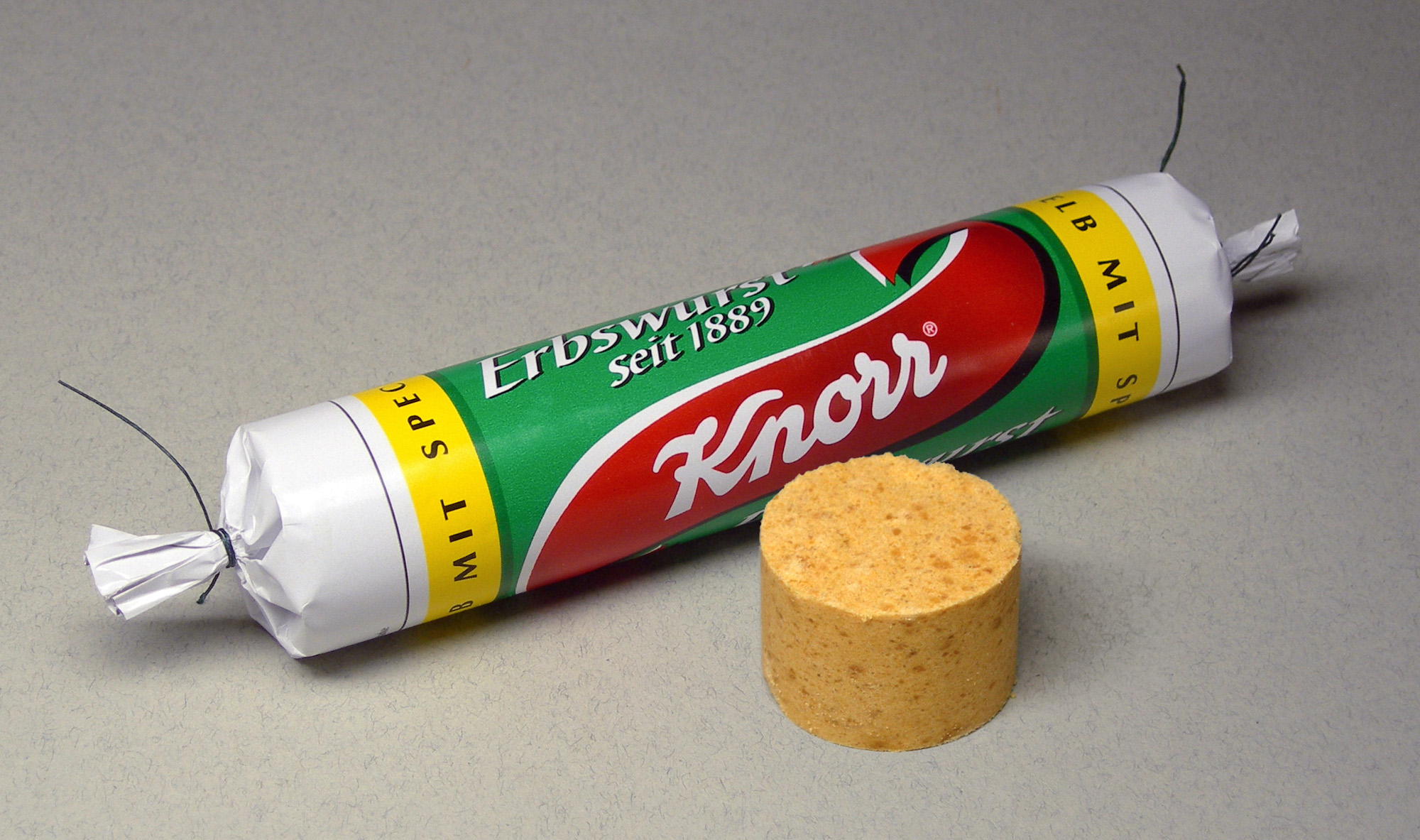
Pâte dErbswurst dans son emballage caractéristique

L'Erbswurst (littéralement « saucisse de pois ») est l'un des plus anciens plats instantanés (de) que l'on puisse trouver dans les supermarchés allemands. Il sert à la préparation de la soupe aux pois (Erbsensuppe). Le produit se présente sous la forme d'une pâte et il est vendu en paquet ou tube doseur. En le mélangeant avec de l'eau bouillante, on obtient en quelques minutes une soupe aux pois prête à consommer.

## Caractéristiques
L'ingrédient principal de l'Erbswurst est la farine de pois, à laquelle sont ajoutés en petites quantités du lard, de l'oignon, du sel, des arômes, de l'extrait de levure. Le tout a la consistance d'une pâte, qui est emballée dans un papier parcheminé, ce qui lui donne l'apparence d'une saucisse.

## Histoire
La pâte fut inventée en 1867 par Johann Heinrich Grüneberg, industriel et conserveur de Berlin. Il parvint rapidement à vendre son invention, pour le montant de 100 000 marcs, à l'État prussien, qui l'employa en 1870 pour l'alimentation des soldats de la guerre franco-prussienne comme « ration de survie » (eiserne Ration). Avant la guerre, le ministère prussien de la Guerre fit faire des recherches sur sa valeur nutritive en vue de l'utiliser dans les rations militaires, et conclut que la survie des soldats pouvait être assurée pendant des semaines avec cette pâte et un peu de pain. Au début de la guerre franco-prussienne, sa fabrication employait 1 700 travailleurs pour produire quotidiennement sept tonnes (ultérieurement 65), et au total de 4 000 à 5 000 tonnes de pâte.
De nos jours, la pâte est commercialisée sous la marque Knorr de la multinationale Unilever.